# Nu Bop
Nu Bop ist ein Fusionjazzalbum von Matthew Shipp. Die 2001 im Studio Sorcerer Sound, New York City, entstandenen Aufnahmen erschienen Anfang 2002 auf Thirsty Ear.

## Hintergrund
Auf Nu Bop brachte Matthew Shipp sein akustisches Pianospiel in die DJ-Kultur ein und fügte die Produktion und Programmierung des Electronica-Künstlers Chris Flam zu seinen bekannten musikalischen Partnern hinzu. Die Band besteht aus Matthew Shipp am Klavier, William Parker am Kontrabass, Daniel Carter am Saxophon und an der Flöte ersetzt, Guillermo E. Brown am Schlagzeug und FLAM (Chris Flam) an Synthesizern und Programmierung.

## Titelliste
- Matthew Shipp: Nu Bop (Thirsty Ear THI 57114.2)[3]
  1. Space Shipp – 3:21
  2. Nu-Bop – 6:07
  3. ZX-1 – 4:16
  4. D's Choice – 4:50
  5. X-Ray – 3:27
  6. Rocket Shipp – 7:35
  7. Select Mode 1 – 1:23
  8. Nu Abstract – 3:47
  9. Select Mode 2 – 5:09
- Alle Kompositionen stammen von Matthew Shipp.

## Rezeption
Nach Thom Jurek vollzog Shipp mit Nu Bop eine Wende hin zu einem funkigen Avantgarde Jazz. Jurek verglich dies historisch mit Sun Ra, der mit seinem Lanquidity-Album Ende der 1970er Jahre „eine Gratwanderung zwischen Improvisationskunst und Musik der Straße … erschaffen“ hatte. Er verlieh dem Album in AllMusic 4½ Sterne und schrieb, diese CD sei eine der [bis dato] besten von Shipp und eine der ersten wirklich neuen Sachen, die seit über einem Jahrzehnt an der amerikanischen Jazzfront auftauchten.
Nach Ansicht von Mark Corroto, der das Album in All About Jazz rezensierte, beschreite Shipp mit Nu Bop neue Wege, die einer urbaneren Kultur entsprechen. Seine Übergang auf diesen glaubwürdigen Street-Sound leide nicht unter den Fusion-Problemen wie beispielsweise Freddie Hubbards Pop-Platten aus den 1970er Jahren oder Miles Davis’ Coverversion der Musik von Michael Jackson. Shipp verliere sich weder im Sound noch leide seine Musik unter dem Syndrom des repetitiven Beats. Obwohl Shipp Chris Flams Programmier- und Synthesizer-Sounds einsetze, füge er auch die Echtzeit-Beats von Schlagzeuger Guillermo Brown und William Parker als Zeitspieler hinzu. Was man dabei bekomme, sei „harte Musik mit allen Elementen, die für einen weitreichenden Jazz vorhanden sind.“ Shipp beweise, dass er funky, hip und letztendlich kreativ sein kann, so Corrotos Resümée, während er die populäre Musik seiner Zeit spiele. Er sei hier genauso kreativ wie wenn er Musik aus Randgebieten spielt.
Christopher Porter schrieb in JazzTimes, Shipp sei als versierter Avant-Jazz-Musiker in der Lage, verschiedene Genres anzugehen – Tradition, Free Jazz, Kammermusik – und die Musik als seine eigene zu prägen. Einige könnten sagen, dass stets seine Prägung auftrete, weil Shipps hartnäckiger Stil es ihm nicht erlaube, anders zu spielen als er es kann, unabhängig vom Musikstil; vielleicht bringt er die Genres in sein Spiel ein, anstatt sich von den Genres seinen Stil bestimmen zu lassen. „Ich denke nicht, dass es nur das Ego ist, das Shipp dazu gebracht hat, diese CD Nu Bop zu nennen“, resümiert Porter. „Er hat hier etwas Neues und Aufregendes vor. Vielleicht erreicht er das nächste Mal seine Ziele vollständig.“
Christopher Dare schrieb in Pitchfork, Shipp und Company hätten eine Leistung erbracht, die der fraktalen Gegenüberstellung und der futuristischen Schrift auf der Albumhülle würdig sei: „Sie haben eine Fusion-Platte aufgenommen, die nicht in schlaffen Acid-Jazz-Wichs oder Pop-Haltungen fällt. Aber dafür haben sie vielleicht ein bisschen Humor geopfert. Bei aller Begeisterung für ihr Spiel haben sie hier eine sehr monochromatische Palette verwendet.“ Der ernste Ton sei, so der Autor, am deutlichsten bei Shipp zu erkennen, dessen dunkle, monolithische Thunks eine gewisse Singularität des Zwecks aufweise. Nu Bop erreiche die lyrische Schönheit von New Orbit nicht ganz, aber es sei klar, „dass die Jungs nichts anderes machen wollten, als ein verdammt funky Album aufzunehmen.“
James Beaudreau (Pop Matters) ging näher auf Shipps Klavierspiel ein; dies bewege sich wie Wellen, ausgehend von einer einzigen Idee und verzweige sich in konzentrischen Formen. „Es ist eine Art zu reisen, aber nicht die übliche in einer Zeit, in der die Auswirkungen von Bud Powells vorwärts treibender Single-Notes-Virtuosität immer noch Einfluss haben.“ Shipps Klavier erzeuge modale Blöcke von Klangfarben, die rhythmisch in Wellenmustern platziert seien. Sein starker Puls auf den optimistischeren Stücken diene als Grundstein für das synkopierte Dahinjagen der Trommeln und Maschinen, bringt Klavier und Bass in eine Verankerungsposition. Es sei so, als würde man Unterwasserereignisse durch eine unruhige Oberfläche beobachten. Nu Bop sei, so das Resümée des Autors, „eine anregende Reise am Rande, wo Mensch auf Maschine trifft.“